# Vaudricourt (Pas-de-Calais)
Vaudricourt ist eine französische Gemeinde mit 1.129 Einwohnern (Stand: 1. Januar 2022) im Département Pas-de-Calais in der Region Hauts-de-France. Sie gehört zum Arrondissement Béthune sowie zum Kanton Nœux-les-Mines (bis 2015: Kanton Barlin) und ist Mitglied des Gemeindeverbandes Béthune-Bruay, Artois-Lys Romane.

## Geographie
Vaudricourt liegt etwa drei Kilometer südwestlich des Stadtzentrums von Béthune. Umgeben wird Vaudricourt von den Nachbargemeinden Fouquières-lès-Béthune im Norden und Nordwesten, Verquin im Osten, Drouvin-le-Marais im Südosten, Houchin im Süden sowie Hesdigneul-lès-Béthune im Westen.
Die Autoroute A26 führt durch die Gemeinde.

## Bevölkerungsentwicklung
| 1962                      | 1968 | 1975 | 1982 | 1990 | 1999 | 2006 | 2013 |
| ------------------------- | ---- | ---- | ---- | ---- | ---- | ---- | ---- |
| 460                       | 454  | 668  | 897  | 863  | 867  | 886  | 886  |
| Quelle: Cassini und INSEE |      |      |      |      |      |      |      |

## Sehenswürdigkeiten
- Kirche Notre-Dame aus dem 13. Jahrhundert, seit 1946 Monument historique

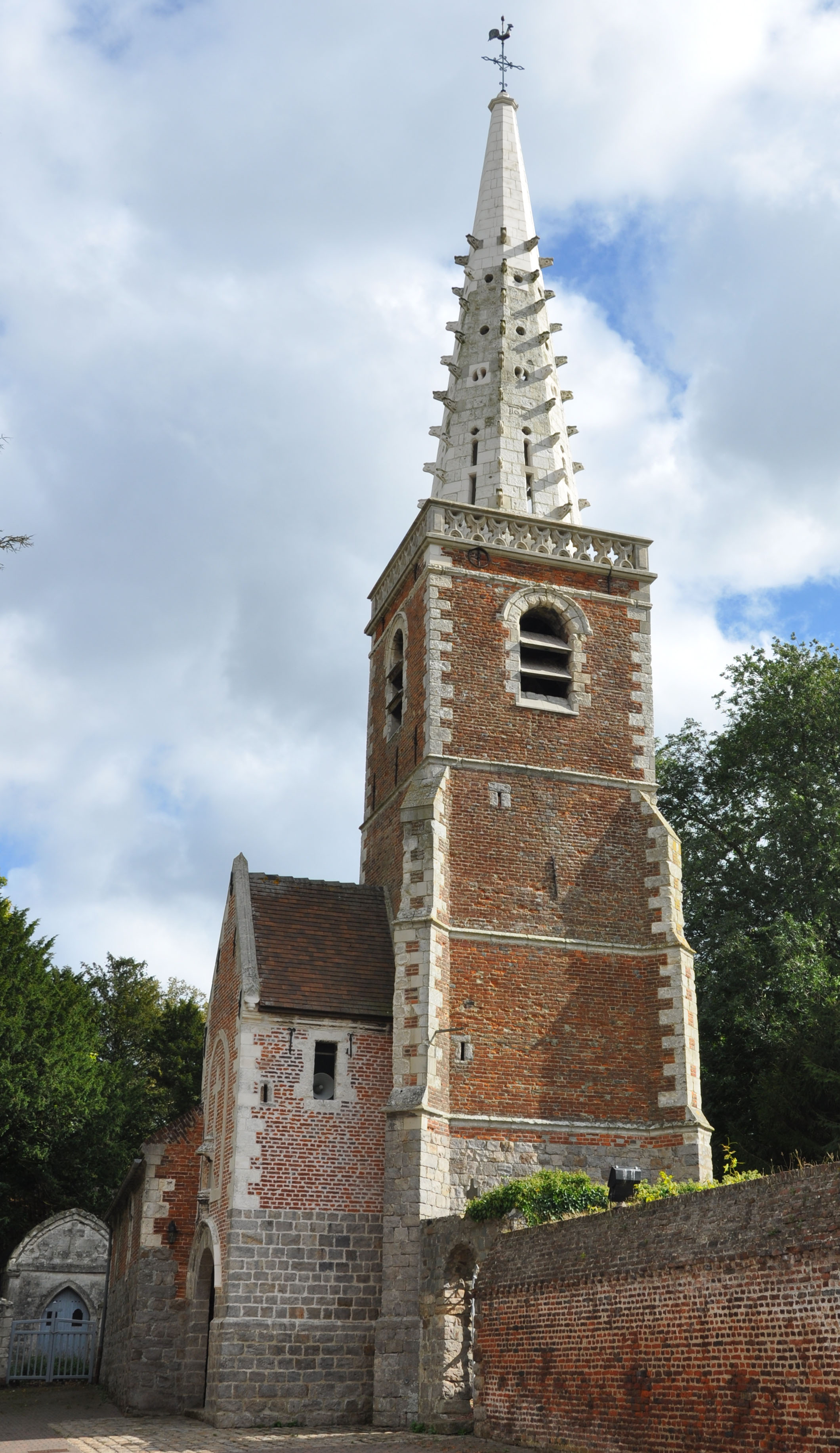
Kirche Notre-Dame

- Schloss aus dem 19. Jahrhundert